# Dehumanizer
Dehumanizer es el decimosexto álbum de la banda de heavy metal británica Black Sabbath, lanzado el 22 de junio de 1992.
Es el primer álbum de estudio de Black Sabbath en el que participan Ronnie James Dio y Vinny Appice en más de una década. También es el primer disco en nueve años en el que participa el bajista original de la banda, Geezer Butler. Durante el proceso inicial de grabación y composición, participó Cozy Powell como baterista, pero luego fue sustituido por Appice. Se han conservado las grabaciones en que participa Powell, y circulan por internet como bootlegs.
Esta formación de la banda (que antes había grabado el disco Mob Rules), se reunió en 2006 y grabó tres temas nuevos para el álbum Black Sabbath The Dio Years. Con posterioridad, la misma formación grabó un disco en vivo titulado Live from Radio City Music Hall, y uno de estudio llamado The Devil You Know que los llevó de gira por todo el mundo.
Una reedición de este álbum fue lanzada en 2011, con material extra.

## Contexto
Lírica y musicalmente es considerado uno de los discos más pesados de Black Sabbath. La temática de las letras varía desde un computador venerado como Dios hasta la telepredicación, el individualismo y las dudas sobre el más allá.
Las canciones fueron grabadas en Gales, en los estudios Rockfield, los mismos donde Queen había grabado A Night at the Opera.
La grabación originalmente iba a hacerse con el baterista Cozy Powell, el baterista de la banda hasta ese entonces, pero una lesión en la pelvis que se provocó mientras cabalgaba le impidió seguir en el proyecto. Dio inicialmente quiso reemplazar a Powell con Simon Wright, con quien trabajaba en su propia banda, pero Butler y Iommi no aceptaron. Entonces reclutaron a Vinny Appice, que había tocado en Black Sabbath durante el paso anterior de Dio por la banda, entre 1980 y 1982. Durante las sesiones de grabación del disco, Tony Martin tuvo un corto regreso cuando fue invitado para probar las canciones, pero solo estuvo algunos días y luego continuaron con Dio. Martin aseveró:

Ya había iniciado mi álbum solista 'Back Where I Belong' cuando me llamaron para volver. Y de hecho fue apenas un par de meses después de que habían empezado con Ronnie James Dio. Decidí terminar mi proyecto solista y dejarlo de lado. Nos pusimos en contacto y fui a algunos shows. Ronnie no estaba muy conforme, pero ellos me pidieron que volviera otra vez así que fue como si nunca me hubiera ido. De hecho, yo nunca fui formalmente expulsado de la banda, sólo que el teléfono dejó de sonar. Ian Gillan me preguntó una vez si de verdad había sido despedido y yo le dije 'No'. Él dijo 'Yo tampoco'. ¡Deberíamos habernos aparecido un día y caminar sobre el escenario!

Las sesiones iniciales con Powell dejaron numerosas grabaciones, incluyendo dos canciones nunca lanzadas: "The Night Life" (también llamada "Next Time"), cuyo riff fue usado después para el tema "Psychophobia" del disco Cross Purposes; y "Bad Blood", que suena muy similar a "I" de Dehumanizer. Estas canciones, junto con otros demos, pueden ser encontradas en el bootleg llamado "Complete Dehumanizer Sessions". "Computer God" era el título de una canción nunca publicada por The Geezer Butler Band en 1986. La versión de la banda de Butler está disponible en su sitio web. "Master of Insanity" también era un tema de The Geezer Butler Band, y la versión que aparece en Dehumanizer es esencialmente una regrabación de ésta. 
Aunque la formación de Black Sabbath presente en este álbum es la misma del disco Mob Rules de 1981, la dirección musical es muy diferente, con un marcado cambio con respecto al material previo de la banda. Gran parte del álbum anticipa la dirección seguida por la banda Dio en sus dos discos siguientes, Strange Highways y Angry Machines. Comercialmente, el disco marcó un resurgimiento para Sabbath. Alcanzó el Top 40 en Reino Unido y el número 44 en el Billboard 200.

## Lista de canciones
Todas las canciones compuestas por Geezer Butler, Ronnie James Dio y Tony Iommi.
1. "Computer God" – 6:10
2. "After All (The Dead)" – 5:37
3. "TV Crimes" – 3:58
4. "Letters from Earth" – 4:12
5. "Master of Insanity" – 5:54
6. "Time Machine" – 4:10
7. "Sins of The Father" – 4:43
8. "Too Late" – 6:54
9. "I" – 5:10
10. "Buried Alive" – 4:47

### Pistas adicionales
La edición de Estados Unidos contiene:
1. "Time Machine (Wayne's World Version)" – 4:18

## Personal
- Tony Iommi - Guitarra eléctrica
- Geezer Butler - Bajo
- Ronnie James Dio - Voz
- Vinny Appice - Batería
- Geoff Nicholls - Teclados